# Albert Angus Turbayne

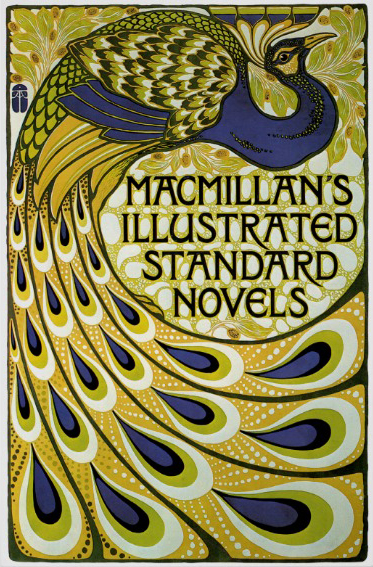
Macmillan’s Illustrated Standard Novels

Albert Angus Turbayne (* 3. Mai 1866 in Boston, Massachusetts; † 29. April 1940 in London) war ein amerikanischer Buchdesigner und Buchbinderkünstler.
Er entstammte einer Familie schottischer Immigranten. 1881 siedelte er nach Kanada über, besuchte die Trinity College School in Port Hope in der Provinz Ontario. In den frühen 1890er Jahren kam er nach England, behielt aber die amerikanische Staatsangehörigkeit.
Turbayne siedelte nach London über und arbeitete für die London County Council School of Photoengraving und Lithography und auch für das Carlton Studio. In der Carlton Werbeagentur arbeitete er mit den kanadischen Immigranten William Tracy Wallace und Norman Mills Price eng zusammen. Seine wichtigste künstlerische Tätigkeit war die Gestaltung von Büchern und Buchumschlägen. Er gewann für den Entwurf eines Bucheinbandes an der Weltausstellung Paris 1900 eine Bronzemedaille. Turbayne entwarf auch dekorative Schriftarten und Monogramme.
Turbayne heiratete in London zweimal. Im Jahr 1906 heiratete er Christine Owens und 1921 Millicent Tavener. Turbayne und Owens hatten zwei Söhne, William Turbayne (der später seinen Namen auf William Seymour änderte) und John Turbayne, geboren 1914, der seinen Namen auf John Seymour änderte und Farmer und Schriftsteller wurde.